# Руссо, Джорджия
Джорджия Руссо (род. 28 апреля 1993 года) - итальянская тяжелоатлетка, двукратный бронзовый призёр чемпионата Европы 2018 и 2019 года.

## Карьера
Сначала выступала в категории до 58 кг, но в 2014 году перешла в категорию до 53 кг, в 2018 на чемпионате мира в Ашхабаде уже выступала в категории до 49 кг.
На взрослом уровне на крупных международных соревнованиях выступает с 2013 года.
На чемпионате континента в 2018 году в Бухаресте стала бронзовым призёром в весовой категории до 53 кг, вес штанги по сумме двух упражнений был равен 186 кг. В Ашхабаде на чемпионате мира, в новой весовой категории до 49 кг, итальянка заняла лишь 23-е место. 
На чемпионате Европы 2019 года, в Батуми, итальянская спортсменка по сумме двух упражнений стала бронзовым призёром, сумев зафиксировать результат 178 кг. В упражнении рывок она провалила своё выступление, в вот в упражнении толчок завоевала малую серебряную медаль, продемонстрировав результат на штанге 103 кг.

## Достижения
Чемпионат Европы
| Результат | Вес       | Год  | Место соревнований | Рывок | Толчок | Общий вес |
| Бронза    | до 53 кг. | 2018 | Бухарест, Румыния  | 80,0  | 106,0  | 186,0     |
| Бронза    | до 49 кг. | 2019 | Батуми, Грузия     | 75,0  | 103,0  | 178,0     |